# Brachyrhaphis hartwegi
 Brachyrhaphis hartwegi és un peix de la família dels pecílids i de l'ordre dels ciprinodontiformes.

## Morfologia
Els mascles poden assolir els 3,5 cm de longitud total i les femelles els 5.

## Distribució geogràfica
Es troba a Amèrica: des de Mèxic fins a Guatemala.